# FN FAL
El FAL (acrónimo de Fusil Automatique Léger, fusil automático ligero en francés) es un fusil de combate calibre 7,62 mm, de carga y disparo automático, de fuego selectivo, diseñado en Bélgica por Dieudonné Saive a fines de los años 1940 y producido por  FN Herstal y otros desde 1953 hasta la actualidad.
Durante la Guerra Fría el FAL fue adoptado por varios países de la Organización del Tratado del Atlántico Norte (OTAN), con la notable excepción de los Estados Unidos. Es uno de los rifles más usados de la historia, habiendo sido adoptado por más de 90 países y producido en al menos 10 de ellos. Recibió el título de "el brazo derecho del mundo libre" por su adopción por varios países autoproclamados del mundo libre. Soporta la munición 7,62 × 51 mm OTAN, aunque originalmente fue diseñado para el cartucho intermedio .280 British.
El Reino Unido  y toda la Mancomunidad de Naciones produjeron y adoptaron una versión del FAL construida bajo licencia como el L1A1.

## Descripción
Es uno de los fusiles más conocidos y utilizados del mundo. Se trata de un fusil que marcó la historia del siglo XX: fue adquirido y ampliamente usado por las fuerzas de más de 90 países, siendo producido en al menos 10 de ellos.
Dado su gran uso, especialmente entre las fuerzas armadas, se le conoce como «la mano derecha del mundo libre». Cabe destacar que hay quien opina que este es un fusil de asalto, si bien no es así puesto que es un fusil de combate.

## Desarrollo
La historia del FAL comenzó a finales de la Segunda Guerra Mundial, cuando la utilidad de los fusiles de asalto estaba siendo remarcada por muchos expertos. En el año 1946, la Fabrique Nationale d'Herstal —Fábrica Nacional de Herstal o FN Herstal— de Bélgica, comenzó el desarrollo del arma. 
En un principio fue diseñado para usar el cartucho alemán de poder intermedio 7,92 x 33 Kurz, o 7,92 mm Kurz (Corto), que utilizó el MP44 o Sturmgewehr 44, el primer fusil de asalto del mundo. Este cartucho era un típico 7,92 «recortado» para lograr que el fuego en ráfaga fuera más controlable. El grupo de diseño estaba dirigido por Dieudonné Saive, quien también trabajaba en un fusil de combate que utilizaba el cartucho 7,92 x 57 Mauser (luego este diseño evolucionó en el FN-49). Por eso no es raro que ambos fusiles se asemejen en los aspectos mecánicos.
Igualmente, a fines de la década de 1940, Bélgica y Gran Bretaña pensaron en utilizar un cartucho más pequeño, el .280 British o 7 x 43, para seguir los desarrollos. En 1950, los prototipos belgas del FAL y los prototipos británicos del EM-2 (un fusil avanzado para la época, con diseño bullpup), fueron examinados por el Ejército de los Estados Unidos. El FAL impresionó a las autoridades militares, pero la idea de un cartucho de poder intermedio no les satisfacía, y de hecho tal vez no la entendieron. La idea del cartucho de poder intermedio, desarrollada por los alemanes, era para lograr un arma mucho más precisa al disparar en modo automático, ya que disparaba proyectiles con menor potencia.
Sin embargo, los estadounidenses pensaban utilizar un cartucho más potente, diseñado por ellos: el T65, el cual impulsaban como cartucho estándar de la OTAN en 1953-1954. El tiempo demostró su error: los fusiles de gran calibre (incluyendo al FAL y al M14) apenas podían controlarse en fuego automático y terminaban siendo utilizados como fusiles semiautomáticos. Una década más tarde cambiaron de idea e impusieron su cartucho 5,56 × 45 mm OTAN, pero esa es otra historia.
En definitiva, la FN Herstal veía que su fusil no podría competir en el mercado, si no cambiaba la munición que utilizaba, como pasó con el EM-2. Entonces los especialistas cambiaron ese detalle del arma, haciendo que disparara el cartucho 7,62 × 51 mm OTAN, que sería oficial para los países de la OTAN. Los primeros modelos que empleaban este cartucho estuvieron listos en 1953.

## Producción
Rápidamente, el arma se fue convirtiendo en un éxito de ventas. Mas, Bélgica no fue el primer país en adoptar el FAL. Canadá lo adoptó en 1955, ligeramente modificado, como C1 (modelo de fusil) y C2 (modelo de ametralladora ligera con cañón pesado), e incluso se pusieron a fabricarlo en instalaciones nacionales. Al año siguiente, las fuerzas de seguridad belgas hicieron lo mismo.
Gran Bretaña fue uno de los países más asociados al FAL, el cual lo adoptó en 1957 como L1A1 SLR (Self Loading Rifle), añadiéndole a veces miras telescópicas de 4x aumentos. En este país el FAL también se produjo nacionalmente en dos fábricas, una de ellas de la Enfield, conocida por muchos grandes diseños británicos.
Austria adoptó el FAL un año más tarde, denominándolo StG 58, y en ese país fueron manufacturados por Steyr. Y para entonces, ya todos sabían que el FAL era una opción más que viable.
Ninguno de los mencionados sigue fabricando el FAL pero si lo hacen DSA (David Selvaggio Arms) y H&R (Harrington & Richardson Arms Company) mediante copias con una calidad respetable.

## Configuración

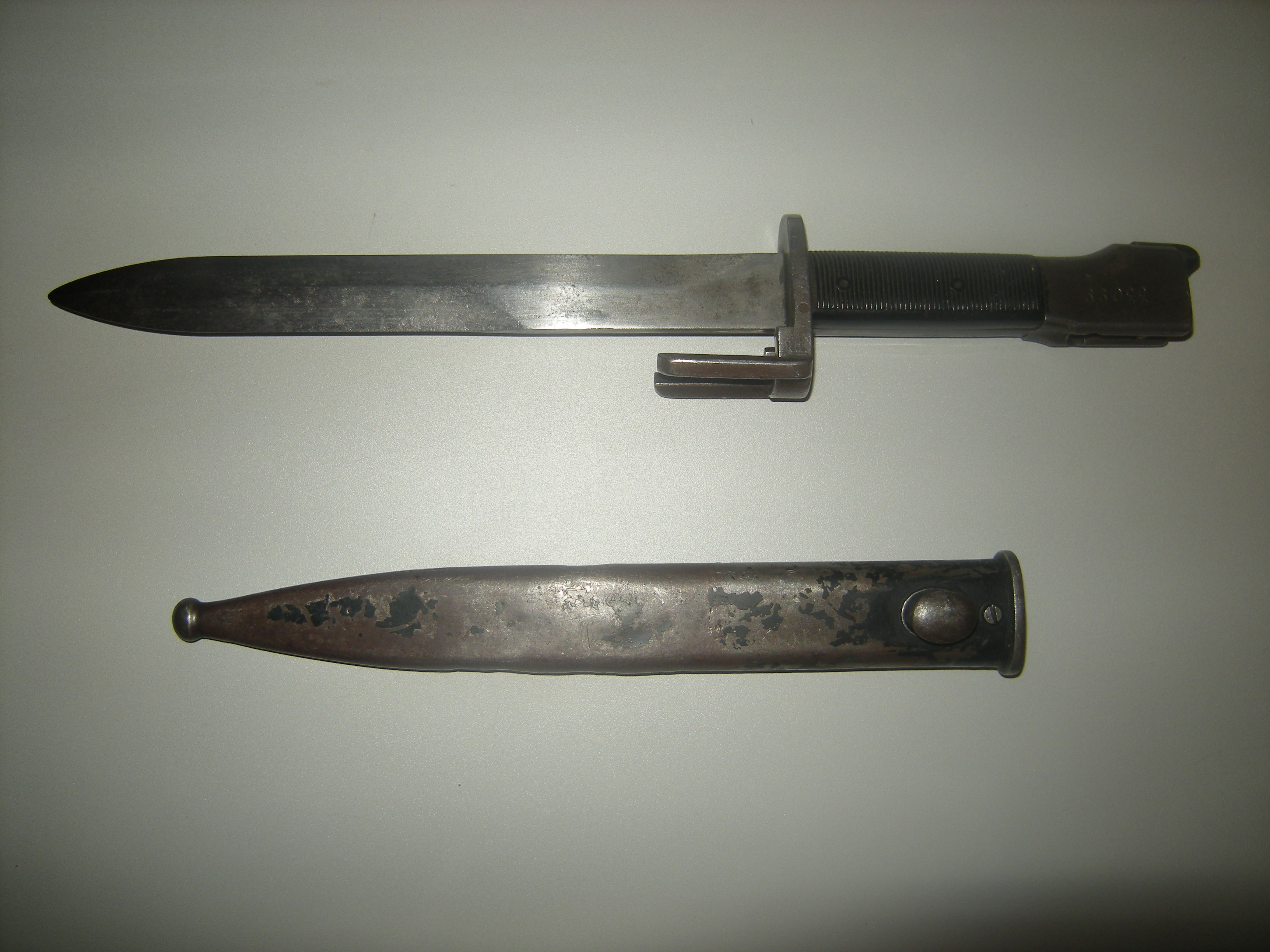
Bayoneta de FAL y su vaina.

El FAL es un arma automática con sistema accionado por los gases del disparo. Según los modelos, es totalmente automática o semiautomática. El cargador contiene 20 o 30 cartuchos, aunque estos últimos se suelen utilizar solamente para las versiones de ametralladora ligera.
El sistema de disparo utiliza un pistón de gas con recorrido corto, empleando en este sistema la inercia de los mecanismos para recargar el arma. Además, posee un regulador de gas que permite adaptar el arma a diferentes tipos de condiciones ambientales, que también se puede bloquear totalmente para permitir el uso de granadas de fusil.
Ha habido muchos cambios e innovaciones en diferentes partes del FAL. Por ejemplo, los cajones de mecanismos eran hechos al comienzo mediante mecanizado, pero en 1973 FN pasó a fabricarlos con procedimientos más modernos para reducir los costos de producción (chapa de acero estampada). Sin embargo, muchos fabricantes siguieron haciendo uso del mecanizado.
Como el muelle recuperador está alojado en la culata, al crear modelos con culata plegable tuvieron que reconfigurarse muchas otras piezas del sistema, usando un cajón de mecanismos diferente, entre otras cosas.
La palanca de carga está en la parte izquierda del cajón de mecanismos, y no se mueve mientras el arma es disparada. Dependiendo del país de origen, esta palanca puede o no ser plegable. Igualmente, el selector de disparo puede tener dos (seguro - semiautomático) o tres posiciones (seguro - semiautomático - automático). Todos los cañones están equipados con apagallamas que sirven también como lanzagranadas de fusil, pero el diseño de estos detalles del cañón difieren mucho, dependiendo del país de origen del arma.
Igualmente, los materiales de construcción del FAL cambiaron con el tiempo y los países. Al comienzo, se utilizaba madera para la culata y el guardamano. Para estas partes, luego se usaron metal o diferentes materiales plásticos. Por lo general, todas las versiones de ametralladoras ligeras fueron equipadas con bípodes, y en algunos países pasó lo mismo con la versión de fusil. Las miras también suelen ser muy parecidas, pero los detalles varían de país en país. Casi todos los modelos de FAL están equipados con rieles para bayonetas, y muchos tienen también manijas móviles para facilitar su transporte con una sola mano.

## Variantes

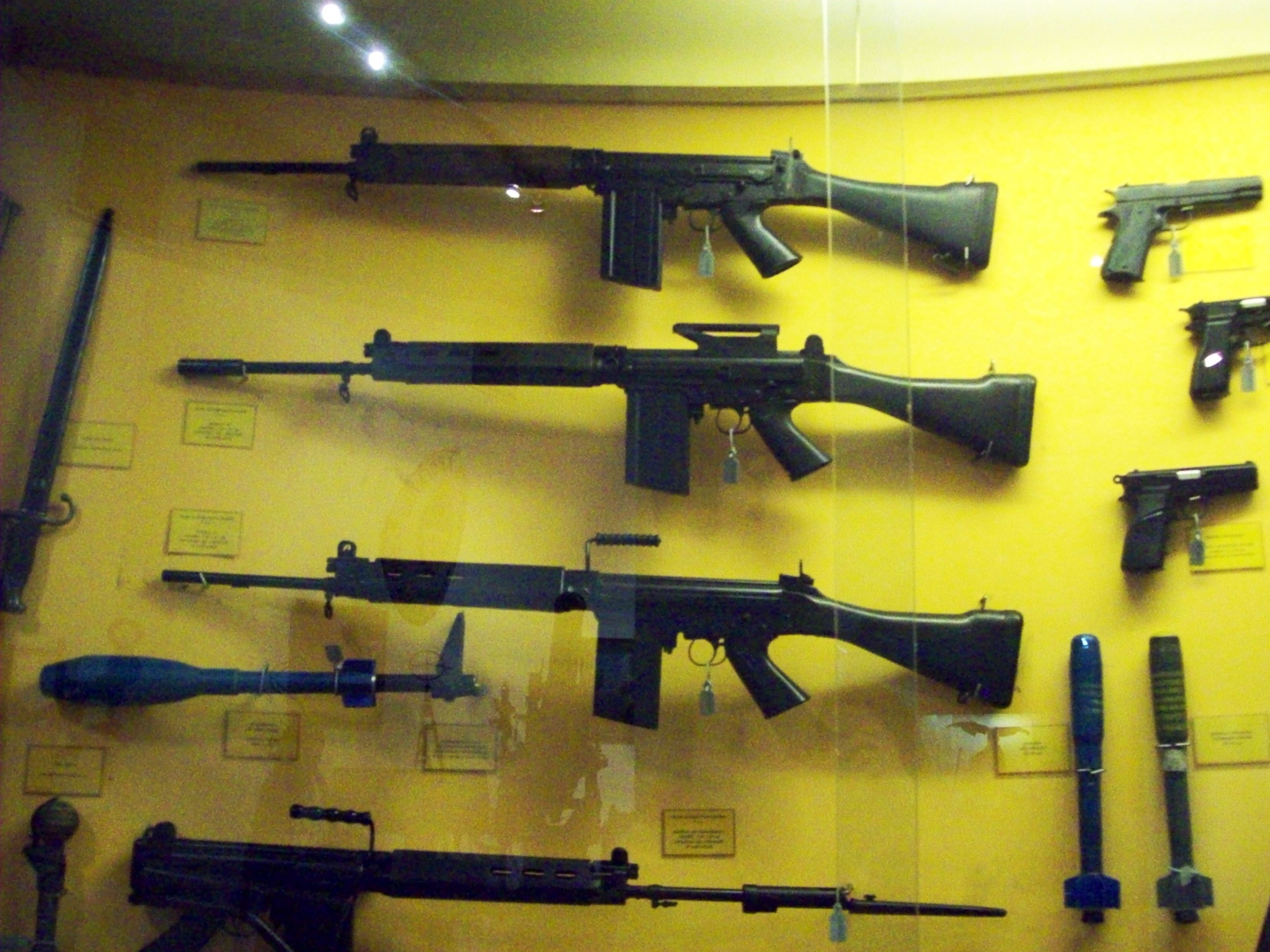
Armas producidas en la ex Fábrica Militar de Armas Portátiles, Rosario (Argentina), exhibidas en el Museo de Armas de la Nación.

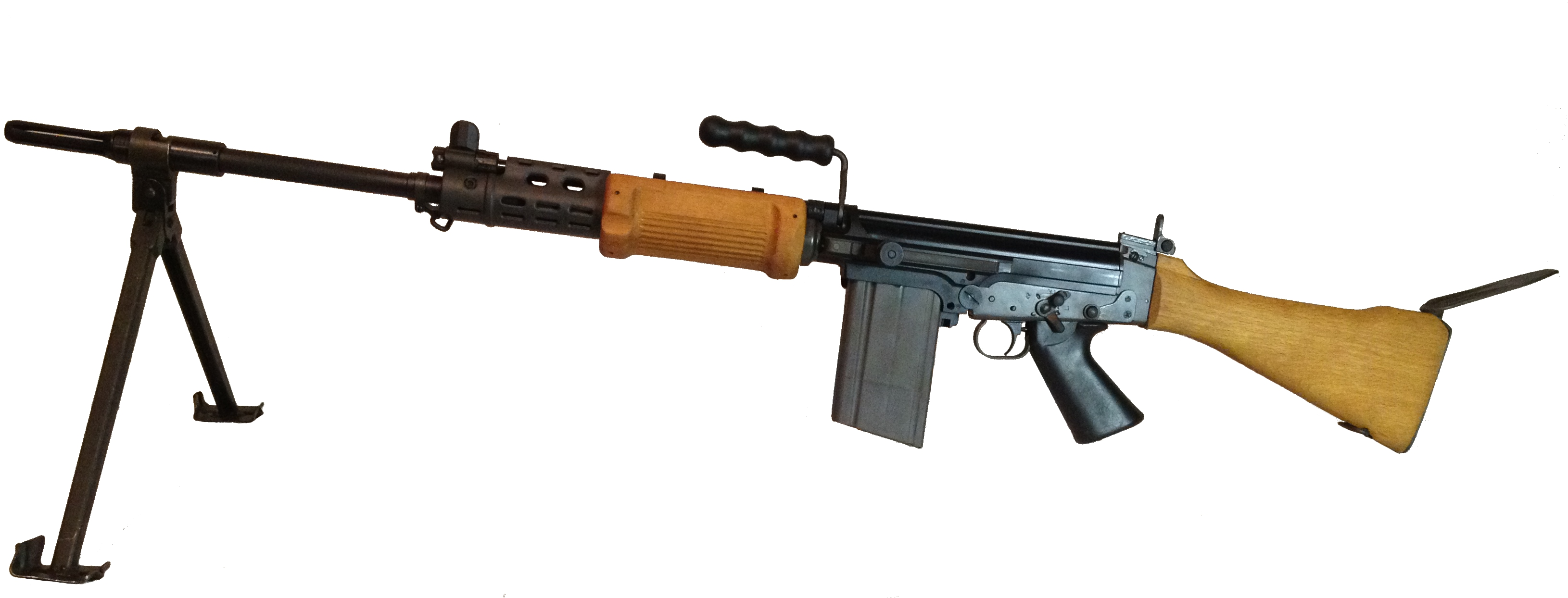
FALO de fabricación israelí.

Durante todos los años en que fue producido resultó obvio que un arma de tanta calidad tendría muchos desarrollos y versiones diferentes, modernizaciones y adaptaciones para otros usos. Es casi imposible contar todas estas versiones, sobre todo porque, al ser producido en muchos países, a veces la misma modificación tiene un nombre diferente.
Por ejemplo, los primeros modelos del FAL todavía tenían partes de madera, como la culata y el guardamanos, pero luego se derivó hacia el uso de chapa de metal estampada o materiales sintéticos. Esto es especialmente visible en el guardamanos, una de las partes externas en donde se ven mayores cambios.

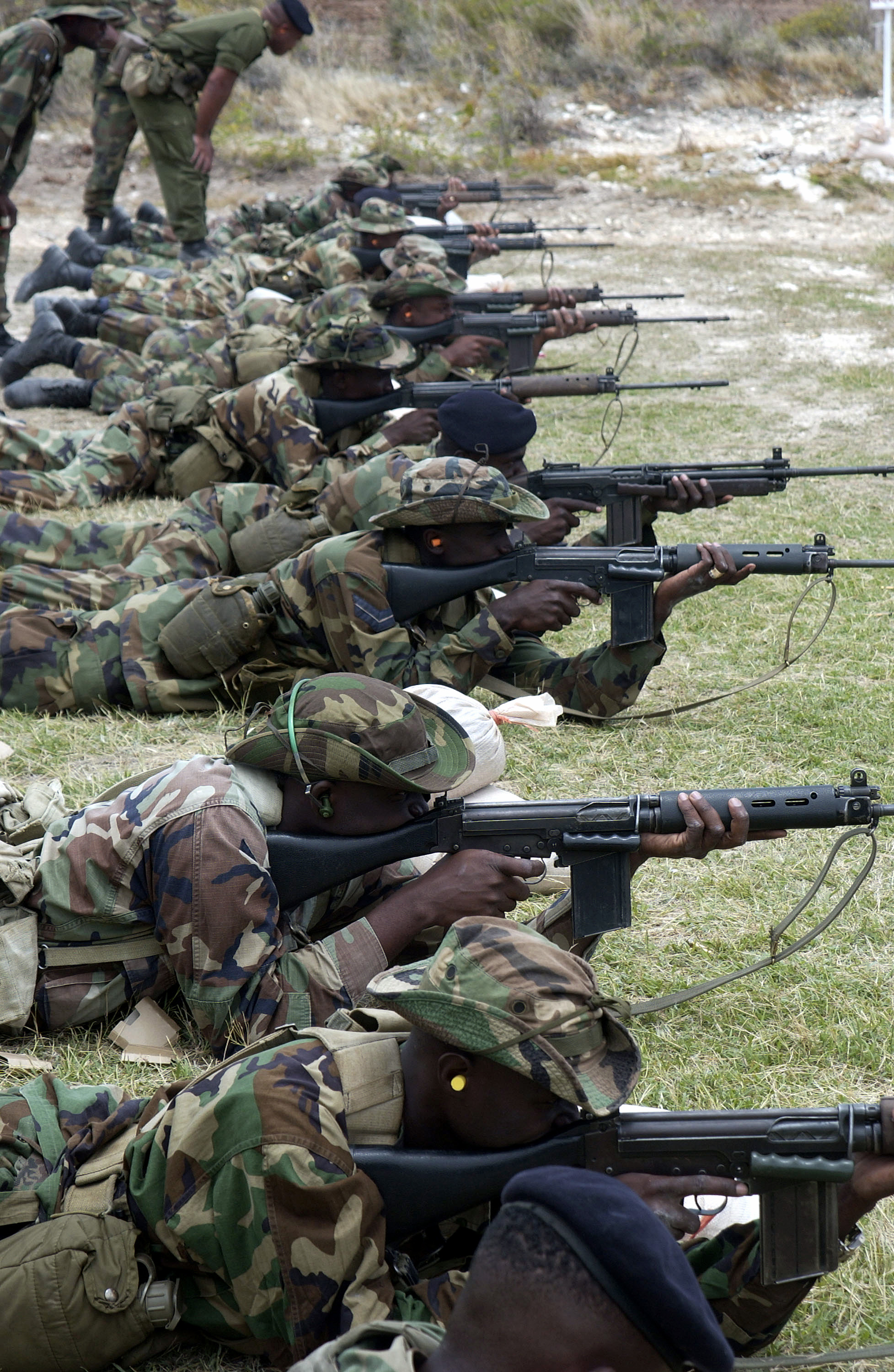
Soldados de la JDF (Jamaica Defense Force), entrenando con fusiles FN FAL.

Pero los cambios también tenían que ver con configuraciones, miras y largos de cañón. Hay cuatro configuraciones básicas del FAL, con pequeñas modificaciones:
- FAL 50.00, o simplemente FAL, con culata fija y un cañón de largo estándar, que es un fusil de combate convencional.
- FAL 50.63, pensado para tropas paracaidistas que necesitan una reducción en el tamaño del arma; este fusil tiene una culata plegable y hueca, además de un cañón más corto.
- FAL 50.64, con culata plegable pero con cañón estándar.
- FAL 50.41, también conocido como FAL HB (heavy barrel, cañón pesado) o como FALO (del francés "Fusil Automatique Lourd"), adaptado para cumplir el papel de ametralladora ligera. Esta configuración es la que en Argentina, Brasil, Perú y Venezuela se conoce como Fusil Automático Pesado FAP.

Otra forma de diferenciar a los diversos tipos de FAL es por la forma de fabricación. Hay dos grandes familias de FAL en todo el mundo: la métrica y la imperial. Mientras casi todos los países europeos (salvo Inglaterra) y casi todo el resto del mundo utiliza el sistema métrico decimal, Inglaterra (al menos hasta hace poco) y sobre todo Estados Unidos utilizan todavía el sistema imperial con pulgadas. Estos intercambios de medidas le han traído siempre muchos problemas a los fabricantes estadounidenses, ya que la pulgada es una medida demasiado grande para el trabajo preciso y milimétrico de la producción de armas. Un ejemplo es que no pudieron copiar la ametralladora alemana MG42, de la Segunda Guerra Mundial, porque la conversión de medidas nunca daba bien.
Es por eso que hay pequeñas diferencias de tamaño en ciertas piezas de los FAL de estas dos familias, incluyendo los cargadores, que no se pueden intercambiar. Los FAL de la familia imperial son los producidos en los países de la Commonwealth británica (Reino Unido, Canadá, Australia), y por lo general no tenían selectores de fuego automático como el L1A1 británico, salvo en las versiones de ametralladora ligera como la C2 canadiense; además tenían palancas de carga plegables. La familia métrica incluye a todos los demás países de Europa y los de América (exceptuando Estados Unidos). Estos FAL tienen palancas de carga rígidas, y pueden o no tener selectores de fuego automático, de manera que es usual encontrarse con una proporción más equilibrada de estos. Sin embargo, como pasa en todos los fusiles de asalto calibre 7,62 mm, el fuego automático es bastante difícil de controlar, dando como resultado una cortina de fuego muy disperso.
Sin embargo, a pesar de esto, el FAL se hizo rápidamente conocido como uno de los mejores fusiles de asalto del mundo, siendo probado en multitud de conflictos. Es confiable y preciso, y aunque es grande, no es incómodo. Tal vez su único defecto sea su sensibilidad a la arena fina y el polvo, debido a que no hay mayor espacio entre las partes movibles, como en el IMI Galil israelí, el AK-47 ruso y el Tipo 56 chino; pero es un detalle que, bien cuidado, puede ser obviado.

## Historial operativo

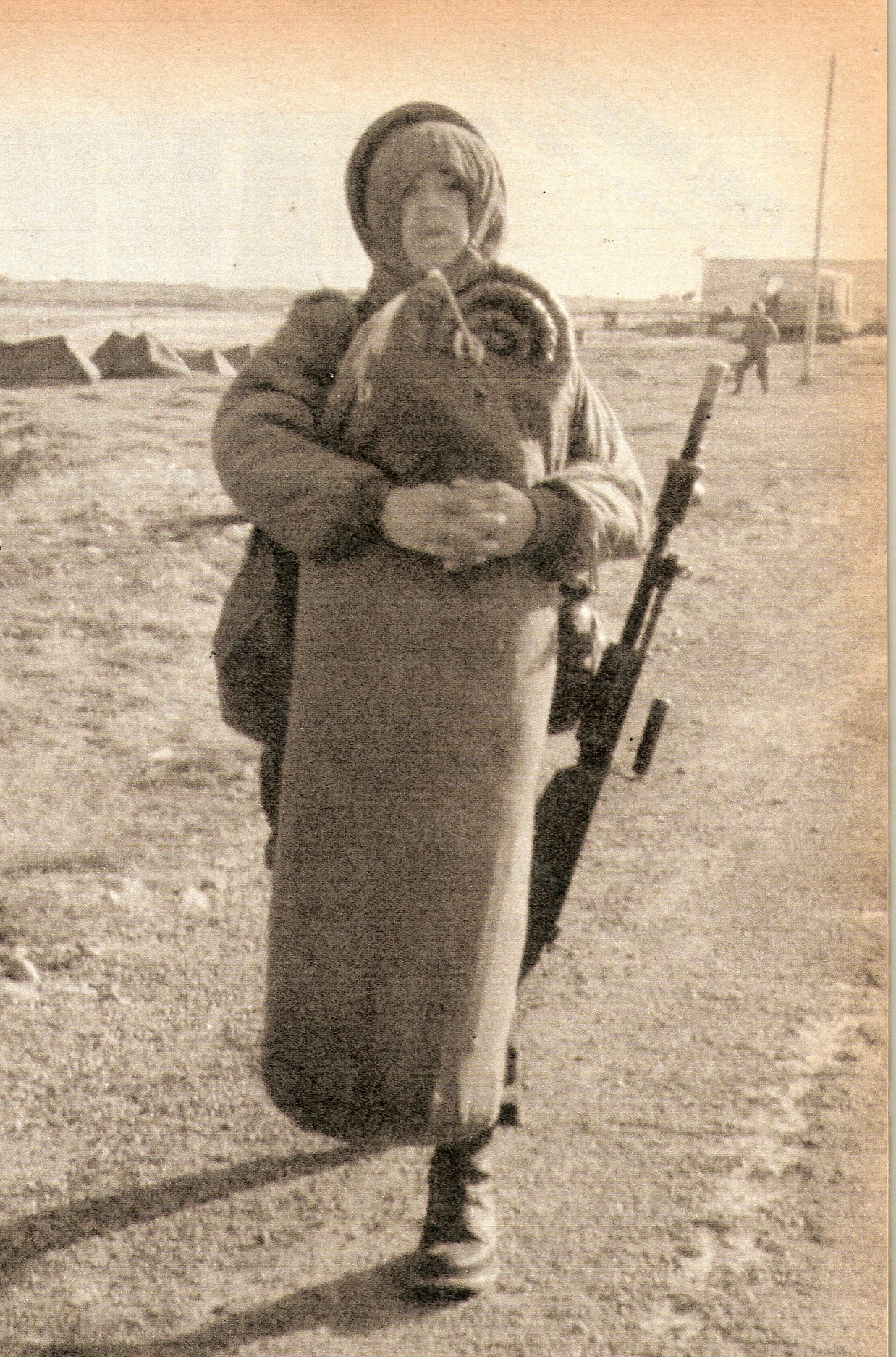
Soldado conscripto AOR, yendo a la posición destinada en Islas Malvinas. Su FN FAL monta una granada de fusil.

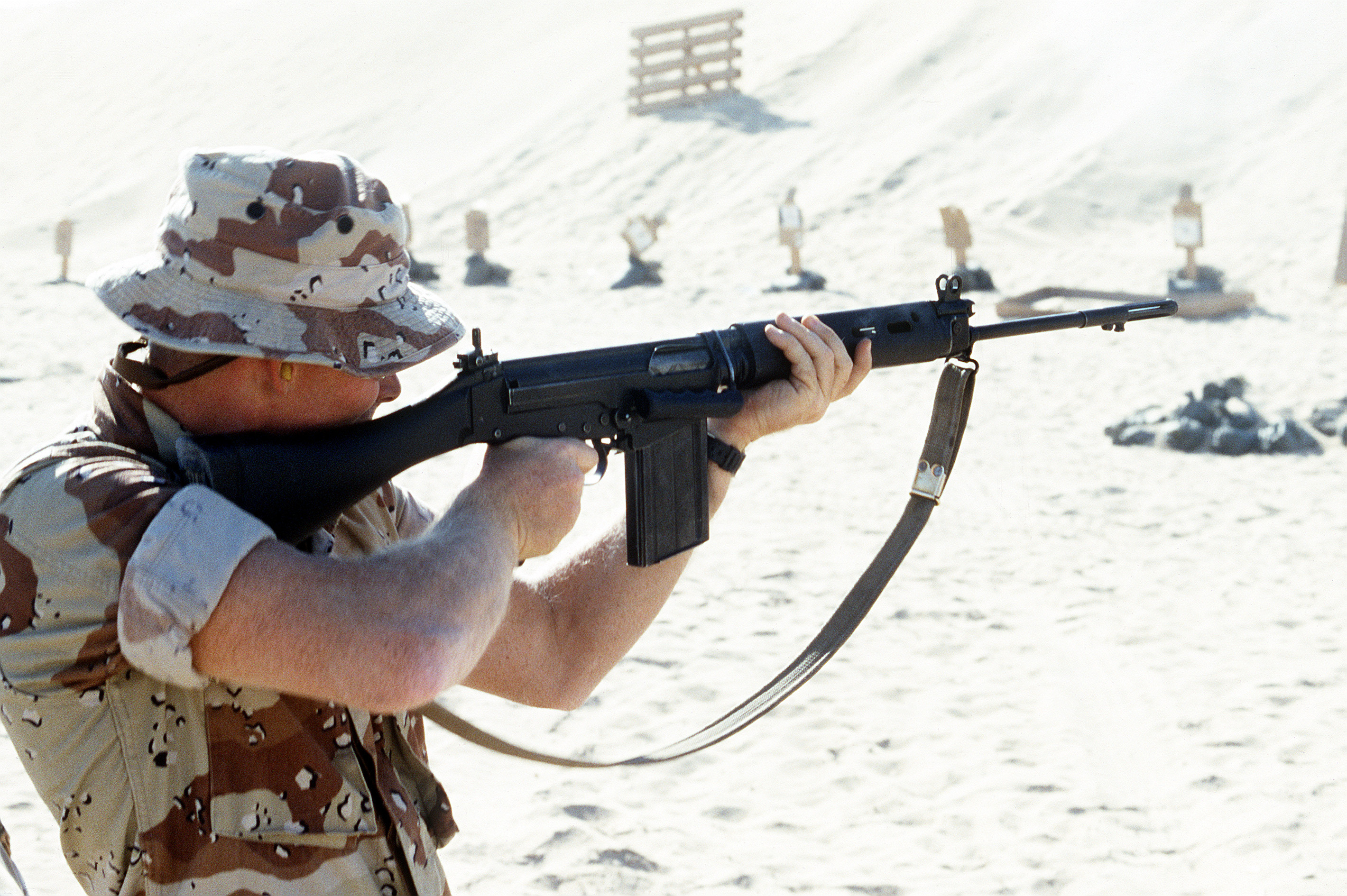
Un marine estadounidense dispara un L1A1.

Utilizado por muchos países en conflictos, el FAL acumuló una buena hoja de servicio, casi siempre muy buena. Fueron tantas las naciones que utilizaron el FAL, que los relatos de su uso en combate se harían muy largos sin duda alguna. Pero en todas las guerras u operaciones en las que combatió, siempre se reveló como una excelente y confiable arma de fuego.

### India
India convocó en 1958 un concurso para elegir un fusil de asalto para equipar a su ejército. Aunque lo ganó el fusil AR-10 problemas políticos y la mediación del Reino Unido llevaron a la adopción del FAL.
Desde finales de la década de 1950, las Fuerzas Armadas de la India estuvieron equipadas con una copia rediseñada bajo licencia del fusil FN FAL. Esta copia es considerada un arma distinta ya que sus piezas no pueden ser intercambiadas con las versiones en sistema inglés o métrico del FAL.

### Argentina
Las Fuerzas Armadas argentinas adoptaron al FN FAL en el año 1954; los primeros fusiles llegaron en 1958. Los argentinos negociaron con los belgas y en 1960 Fabricaciones Militares (DGFM) comenzó a producirlo en varias versiones, entre ellas el FAL Standard (50.00) y Para (60.63 y 64). Se fabricó también el FAL 50.41, designado como FAP localmente (Fusil Automático Pesado), y también se creó una versión llamada FALMP III, la cual se diferencia en que dispara el cartucho 5,56 x 45 OTAN y utiliza cargadores STANAG.
En la década de 1980 se diseñó un fusil calibre 5,56 mm: el FARA 83, del cual se produjeron unas 2000 unidades y el proyecto fue abandonado por los problemas económicos de Argentina en las décadas de 1980 y 1990.
En la guerra de las Malvinas fue utilizado por las fuerzas argentinas y muchos fueron capturados por los británicos, los cuales fueron utilizados posteriormente por éstos.
La Infantería de Marina reemplazó al FAL por el M16A2 estadounidense en la década de 1990, aunque continúa en servicio.
En la década de 2010 se inició el Proyecto FAL Modelo Argentino o FAL M5, para repotenciar los FAL existentes. Consiste en 3 variantes: FAMA (Fusil Argentino Modelo Asalto), FAMCa (Fusil Argentino Modelo Carabina) y FAMTD (Fusil Argentino Modelo Tirador Destacado).
- FAMA

Se trata de un fusil de asalto compacto para paracaidistas y tropas especiales. Su sistema de rieles le permite incorporar empuñaduras frontales, miras holográficas y lanzagranadas acoplados.
- FAMCa

Es una carabina, diseñada para el uso por parte de tropas blindadas, mecanizadas y de montaña. Cuenta con un cañón más corto, culata plegable, mira láser y/o holográficas y lanzagranadas acoplados.
- FAMTD

Una variante del FAP o FAL 50.41, para desempeñarse como fusil de tirador designado. Existen dos subvariantes: FAMTD-CP y FAMTD-CL, con cañón pesado y ligero respectivamente; utilizan cargadores de 20 o 10 cartuchos, miras telescópicas, bípodes y culatas modificadas.
El proyecto para el año 2015 se vio en avances notables, con la compra de 1220 miras holográficas para los FAMCa. Reportajes recientes afirman que de las tres variantes, la FAMCa sería la elegida para su adopción general, principalmente entre unidades de fuerzas especiales, como la Compañía de Comandos 602, el Regimiento de Asalto Aéreo 601 o el Regimiento de Infantería Paracaidista 2, asimismo como las fuerzas de reacción rápida. Dichos reportajes, sin embargo, dicen que la entrega de fusiles ha sido detenida.

### Nicaragua
En Nicaragua, el FAL fue usado por la guerrilla del Frente Sandinista de Liberación Nacional (FSLN) junto con el M16 estadounidense, el IMI Galil israelí (ambos de calibre 5,56 mm) y el Heckler & Koch G3 alemán (del mismo calibre del FAL, 7,62 mm), contra la Guardia Nacional GN y la dictadura de Anastasio Somoza Debayle, durante la insurrección de 1978 y 1979.
Los videos de los hechos, incluyendo el de La ofensiva final, muestran que el FSLN usó FAL, según Edén Pastora Gómez se usaron 20 000 FAL traídos de Cuba, Panamá y Venezuela en avión hacia Costa Rica, para abastecer de armas al FSLN en Nicaragua; fue tal su popularidad en la nación que hasta el cantautor Luis Enrique Mejía Godoy (hermano de Carlos Mejía Godoy), durante la insurrección, compuso la canción testimonial “¿Qué es el FAL?” (incluida en el disco Guitarra Armada), en la cual se describe como debe desarmarse el arma. En la capital Managua una avioneta procedente de Costa Rica, piloteada por Paul Atha Ramírez, aterrizaba de noche en la Pista Bypass Sur, actual Pista de La Resistencia, del Puente Larreynaga hacia el norte para abastecer con FAL al Frente Interno de Managua que operaba en los barrios orientales, según testigos presenciales.
En 1981 la Agencia Central de Inteligencia (CIA por sus siglas en inglés) de los Estados Unidos suministró fusiles FAL a un grupo de los Contras nicaragüenses, que usaron en la posterior guerra civil (1980-1990) contra el Ejército Popular Sandinista (EPS), sustituyéndolo más adelante los AK-47, AKM (ambos de origen soviético) y el Tipo 56 chino.

### El Salvador
El FAL fue utilizado de forma muy reducida por la guerrilla del FMLN la mayoría procedentes de Nicaragua en donde anteriormente fue utilizado por el FSLN y el EPS, también hubo unidades procedentes de Cuba.

### Venezuela
Actualmente en Venezuela, el FAL es utilizado por la Milicia Bolivariana de ese país, y esa ha visto operativo en manos de las Fuerzas de Acciones Especiales de la Policía Nacional Bolivariana. También hay una importante cantidad de estos fusiles todavía operativos en la Fuerza Armada Nacional Bolivariana y en algunos cuerpos policiales.

## Uso actual
Aunque ya no se produzca a gran escala, muchos países todavía utilizan al FAL en todas sus versiones. En Argentina, la Infantería de Marina adoptó el M16, pero las restantes fuerzas armadas han decidido no cambiar de calibre, de manera que el FAL sigue siendo allí un arma tanto de entrenamiento como de primera línea, además este país creó la versión modernizada llamada FAMCA pero no pasaron de unas 400 fusiles modificados. En 2010, el inventario depositado en el Registro de armas clásicas de Naciones Unidas daba 111 759 FAL y 4899 FAP.

## Usuarios
- Alemania Occidental[33]
- Argentina[34]
- Australia[34]
- Bélgica[35]
- Bolivia[34]
- Brasil[34]
- Canadá[34]
- Colombia[36]
- Croacia[37]
- Cuba[38]
- Ecuador[35]
- Estados Unidos[39]
- India[40]
- Israel[34]
- Líbano[5]
- México[34]
- Nicaragua
- Nigeria[35][41][42][43]
- Paraguay
- Perú[35]
- Portugal[44][45]
- Reino Unido[34][1]
- Rodesia[46]
- Sierra Leona[47]
- Sudáfrica[34][48][49]
- Uruguay[34]
- Venezuela[34]